# Ruta del Románico del valle del Sousa

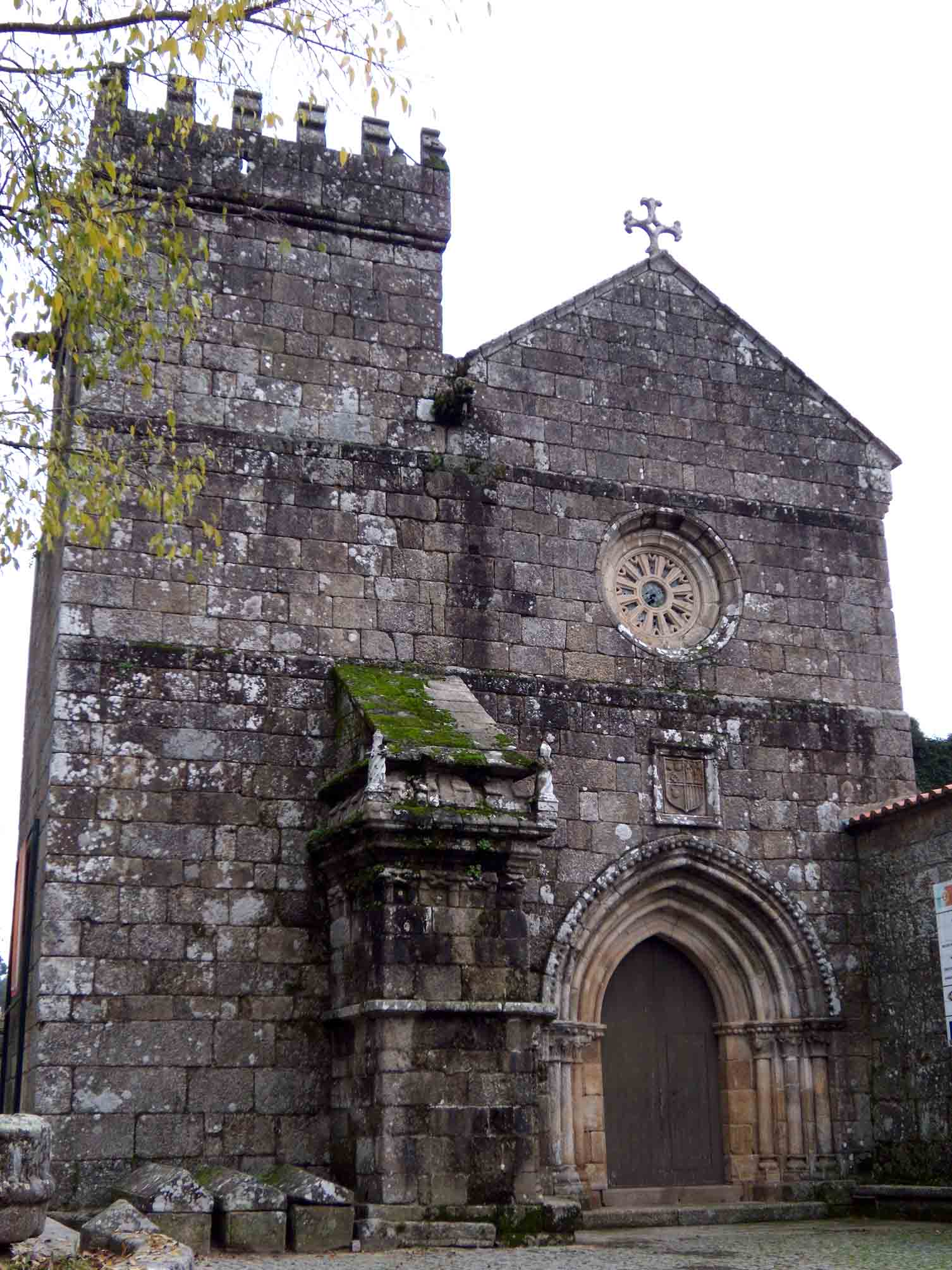
Iglesia de Cete, incluida en la ruta.

La ruta del Románico del valle del Sousa es un camino turístico y cultural que enlaza 21 monumentos de arquitectura románica de la región del valle del Sousa (en portugués, Vale do Sousa), en Portugal. La ruta inicial se componía de 19 monumentos, que gracias a la creación de la ruta fueron rehabilitados entre 2003 y 2007. En 2010 la ruta se amplió a todos los municipios de la subregión de Támega.
Desde su creación ha recibido varios premios, tanto nacionales como internacionales.

## Monumentos de la ruta
- Monasterio de Pombeiro, Felgueiras
- Iglesia de São Vicente de Sousa, Felgueiras
- Iglesia del Salvador de Unhão, Felgueiras
- Iglesia de Santa Maria de Airães, Felgueiras
- Iglesia de São Mamede de Vila Verde, Felgueiras
- Torre de Vilar, Lousada
- Iglesia del Salvador de Aveleda, Lousada
- Puente de Vilela (Aveleda), Lousada
- Iglesia de Santa Maria (Meinedo), Lousada
- Puente de Espindo, Lousada
- Iglesia de São Pedro de Ferreira, Paços de Ferreira
- Iglesia de São Pedro de Cete, Paredes
- Ermida da Nossa Senhora do Vale, Paredes
- Monasterio de Paço de Sousa, Penafiel
- Memorial de la Ermida, Penafiel
- Iglesia matriz de Abragão, Penafiel
- Iglesia de São Gens de Boelhe, Penafiel
- Iglesia del Salvador de Cabeça Santa, Penafiel
- Memorial de Sobrado, Castelo de Paiva
- Iglesia de São Miguel de Entre-os-Rios, Penafiel
- Torre del castillo de Aguiar de Sousa, Paredes